# Jae (Autorin)

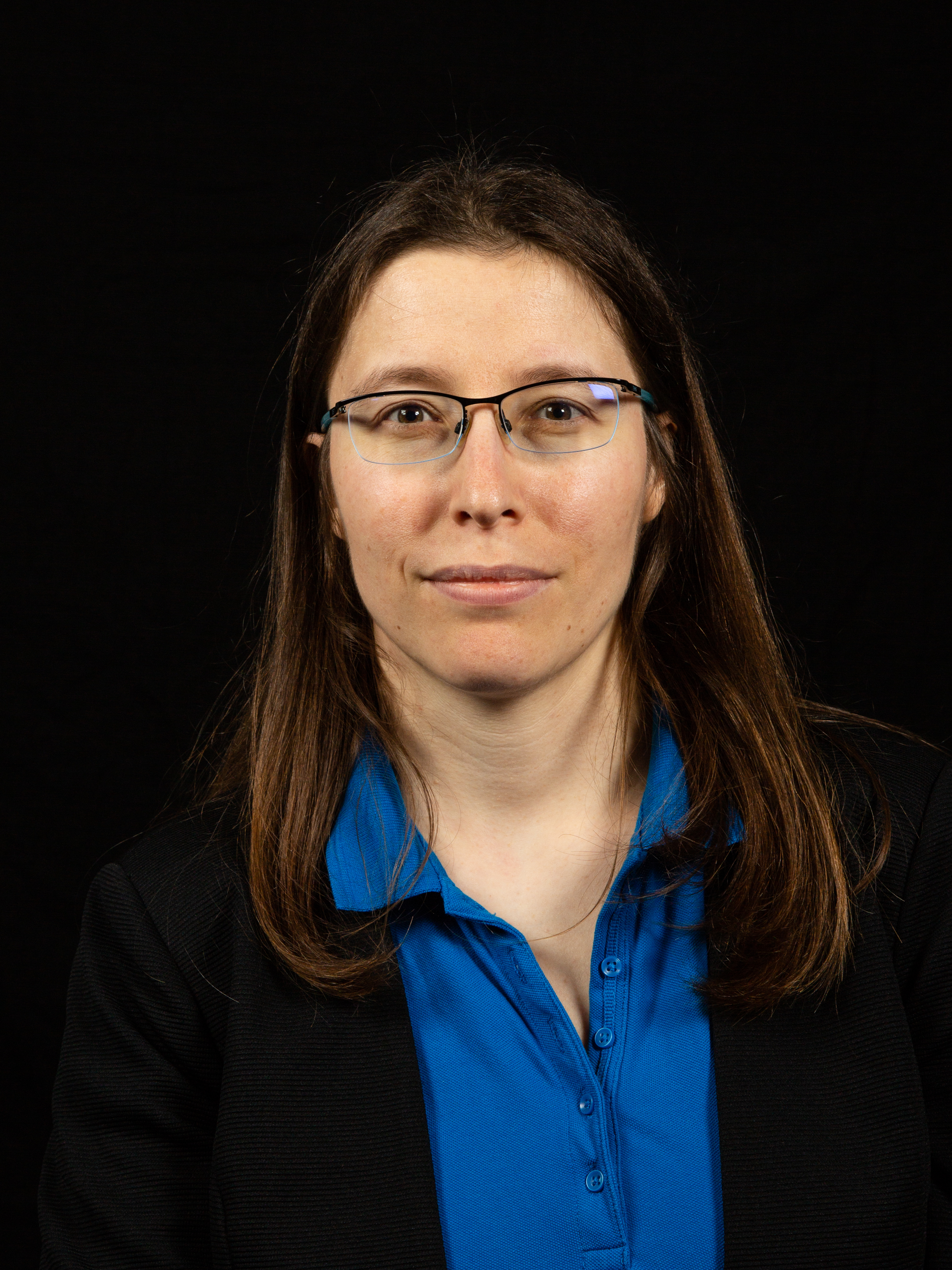
Jae bei der Frankfurter Buchmesse 2018

Jae (* 19. März 1978 in Müllheim, Baden-Württemberg; als Sandra Gerth) ist eine deutsche Schriftstellerin.

## Leben
Mit elf Jahren begann Jae mit Schreiben von Geschichten. Sie studierte an der Albert-Ludwigs-Universität Freiburg Psychologie und schloss ihr Studium 2004 mit Diplom ab. Bis 2013 arbeitete sie als Psychologin und ist seitdem hauptberufliche Schriftstellerin.

## Werk und Auszeichnungen
Sie schreibt hauptsächlich Liebesromane über lesbische Beziehungen. Ihre Romane schreibt sie in englischer Sprache und sorgt auch selber für die Übersetzungen ins Deutsche. Ihre Werke erscheinen im Krifteler Ylva Verlag beziehungsweise im englischsprachigen Imprint des Ylva Verlages: Ylva Publishing. Ihre Bücher gewannen mehrere Buchpreise. Sie gewann zum Beispiel den Rainbow Award 2017 in der Kategorie Best Lesbian – Contemporary & Erotic Romance für Heart Trouble (deutsche Ausgabe: Herzklopfen und Granatäpfel). und mehrere Goldies der Golden Crown Literary Society, zum Beispiel 2018 in der Kategorie für Long Novels mit Perfect Rhythm. Weitere Romane von ihr erzielten Auszeichnungen beim IPPY Award und dem eLit Award. In den Jahren 2019, 2020 und 2021 war sie Finalistin für den Lambda Literary Award for Lesbian Romance.

## Werke (Auswahl)

### Serien
Die Serie mit Biss
- gemeinsam mit Alison Grey: Zum Anbeißen. Ylva Verlag, Kriftel 2015, ISBN 978-3-95533-246-4.
- Coitus Interruptus Dentalis. Eine Vampirkurzgeschichte. Ylva Verlag, Kriftel 2015, ISBN 978-3-95533-444-4.

Herausforderung Liebe
- Kuscheln im Erbe inbegriffen. Ylva Verlag, Kriftel 2022, ISBN 978-3-96324-731-6.

Hollywood-Serie
- Liebe à la Hollywood. Ylva Verlag, Kriftel 2015, ISBN 978-3-95533-202-0.
- Im Scheinwerferlicht. Ylva Verlag, Kriftel 2015, ISBN 978-3-95533-489-5.
- Dress-tease – Eine erotische Kurzgeschichte. Ylva Verlag, Kriftel 2016, ISBN 978-3-95533-638-7.
- Affäre bis Drehschluss. Ylva Verlag, Kriftel 2016, ISBN 978-3-95533-630-1.

Mondsteinserie
- Cabernet und Liebe. Ylva Verlag, Kriftel 2014, ISBN 978-3-95533-148-1.
- Verführung für Anfängerinnen. Ylva Verlag, Kriftel 2014, ISBN 978-3-95533-152-8.

Oregon-Serie
- Westwärts ins Glück (1). Ylva Verlag, Kriftel 2018, ISBN 978-3-96324-054-6.
- Westwärts ins Glück (2). Ylva Verlag, Kriftel 2018, ISBN 978-3-96324-058-4.
- Angekommen im Glück (6 Kurzgeschichten). Ylva Verlag, Kriftel 2019, ISBN 978-3-96324-168-0.
- Verborgene Wahrheiten (1). Ylva Verlag, Kriftel 2019, ISBN 978-3-96324-291-5.
- Verborgene Wahrheiten (2). Ylva Verlag, Kriftel 2020, ISBN 978-3-96324-312-7.

Portland-Serie
- Auf schmalem Grat. Ylva Verlag, Kriftel 2015, ISBN 978-3-95533-302-7.
- Rosen für die Staatsanwältin. Ylva Verlag, Kriftel 2015, ISBN 978-3-95533-463-5.
- Umzugsfieber. Kurzgeschichte. Ylva Verlag, Kriftel 2015, ISBN 978-3-95533-486-4.

Einzelromane
- Herzklopfen und Granatäpfel. Ylva Verlag, Kriftel 2016, ISBN 978-3-95533-766-7.
- Hängematte für zwei. Ylva Verlag, Kriftel 2017, ISBN 978-3-95533-841-1.
- Perfect Rhythm – Herzen im Einklang. Ylva Verlag, Kriftel 2017, ISBN 978-3-95533-906-7.
- Alles nur gespielt. Ylva Verlag, Kriftel 2018, ISBN 978-3-96324-018-8.